# Коламбія (Нью-Гемпшир)
Коламбія (англ. Columbia) — місто (англ. town) в США, в окрузі Коос штату Нью-Гемпшир. Населення — 659 осіб (2020).

## Демографія
Згідно з переписом 2010 року, у місті мешкало 757 осіб у 327 домогосподарствах у складі 222 родин. Було 518 помешкань
Расовий склад населення:
| - 98,0 % — білих - 0,4 % — азіатів - 0,1 % — корінних американців |

До двох чи більше рас належало 1,5 %. Частка іспаномовних становила 0,3 % від усіх жителів.
За віковим діапазоном населення розподілялося таким чином: 17,3 % — особи молодші 18 років, 60,8 % — особи у віці 18—64 років, 21,9 % — особи у віці 65 років та старші. Медіана віку мешканця становила 50,4 року. На 100 осіб жіночої статі у місті припадало 113,8 чоловіків;  на 100 жінок у віці від 18 років та старших — 108,7 чоловіків також старших 18 років.
Середній дохід на одне домашнє господарство  становив 66 794 долари США (медіана — 48 958), а середній дохід на одну сім'ю — 71 070 доларів (медіана — 62 250). Медіана доходів становила 40 000 доларів для чоловіків та 32 750 доларів для жінок. За межею бідності перебувало 15,7 % осіб, у тому числі 25,7 % дітей у віці до 18 років та 7,3 % осіб у віці 65 років та старших.
Цивільне працевлаштоване населення становило 312 осіб. Основні галузі зайнятості: освіта, охорона здоров'я та соціальна допомога — 32,4 %, транспорт — 11,9 %, роздрібна торгівля — 10,3 %, виробництво — 9,9 %.